# Каспийская оросительно-обводнительная система
Каспийская оросительно-обводнительная система (Каспийская ООС, также известна как Оля-Каспийская оросительно-обводнительная система) — оросительная система на юге России, в Астраханской области и Калмыкии. Система расположена на побережье Каспийского моря, преимущественно на бурых полупустынных и маршевых почвах.

## Общая характеристика
Источником питания системы является река Бахтемир (рукав в дельте Волги) и Каспийское море. Забор речной воды осуществляется у села Оля Астраханской области при помощи насосной станции. Оттуда вода по распределительным каналам направляется в залив Харбата. Далее вода самотёком по головному каналу поступает в Михайловский канал. Водозабор и Головной канал находятся на территории Астраханской области. Михайловский канал заканчивается насосной станцией, поднимающей воды в Каспийский канал. Из Каспийского канала вода поступает в Лаганское водохранилище вблизи города Лагань.
Все каналы выполнены в земляном русле в сложных инженерно-геологических условиях.
До середины 90-х годов прошлого века орошаемые земли Каспийской ООС, общая площадь которых составляла 2,2 тыс. га (в том числе 1,2 тыс. га — регулярное орошение), интенсивно использовались. На них возделывались овощные, бахчевые, а также кормовые культуры. Однако подъём уровня Каспийского моря привёл к подтоплению прибрежной полосы на площади более 200 тыс. га; в результате Каспийская ООС практически была выведена из эксплуатации. В настоящее время в мелиоративном фонде системы значится 1277 га, в том числе регулярного — 1249 га, и 28 га находится под мелиоративной сетью. По данным мелиоративного кадастра, на 1 января 2009 года орошаемые земли КООС по степени засоления почв и по глубине залегания грунтовых вод находятся в неудовлетворительном состоянии.